# علم الأجواء العليا

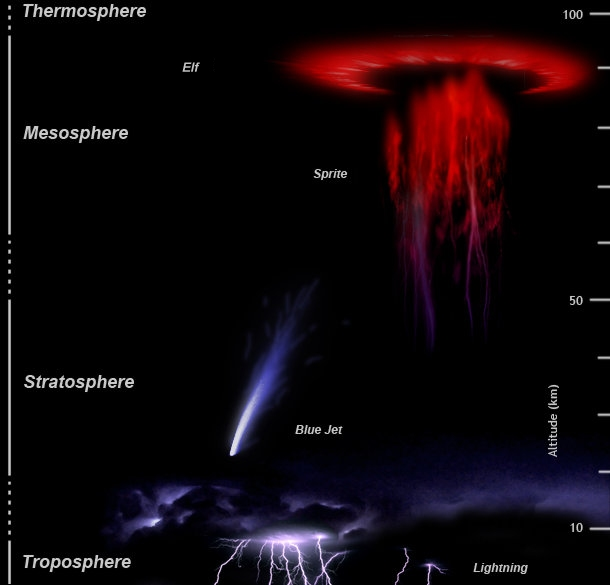
تمثيل البرق الجوي العلوي وظواهر التفريغ الكهربائي

علم الأجواء العليا (بالإنجليزية: Aeronomy)‏ هو علم ظواهر جوية وفرع من فروع الفيزياء الجوية يدرس المنطقة العليا من الغلاف الجوي للأرض والكواكب الأخرى. من خلال دراسة حركة الغلاف الجوي وتركيبه الكيميائي وخصائصه وتفاعله مع البيئة الفضائية.
قدّم مصطلح (Aeronomy) بواسطة سيدني تشابمان في رسالة إلى محرر مجلة الطبيعة بعنوان بعض الأفكار حول التسميات في عام 1946.الدراسات في هذا الموضوع تشمل أيضا دراسة أسباب تفكك المركبات الكيمائية أو عمليات التأين.تبني الاتحاد الدولي للطبيعة الأرضية ومقاييس الأرض هذا المصطلح رسميا في عام 1954 وحاليا يشمل المصطلح أيضا علم الأجواء العليا للكواكب الأخرى.
لدراسة المنطقة العليا من غلاف الأرض الجوي يستخدم علم الأجواء العليا منطاد أبحاث لمراقبة طبقة الستراتوسفير منذ أن تم إطلاق الستراتوسكوب (مقرابان فضائيان محمولة بواسطة منطاد أبحاث) الأول في عام 1957. والأقمار الصناعية، وصواريخ السبر التي توفر بيانات قيمة عن المنطقة العليا من الغلاف الجوي.

## مد وجزر جوي
المد والجزر في الغلاف الجوي هي تقلبات دورية على نطاق شامل في الغلاف الجوي تشبه في نواح كثيرة، مد وجزر المحيطات. ويشكل المد والجزر الجوي آلية هامة لنقل دخل الطاقة في الغلاف الجوي السفلي من الغلاف الجوي العلوي، في حين تسيطر على حركيات الغلاف المتوسط وطبقة الغلاف الحراري السفلي. ولذلك، فإن دراسة المد والجزر الجوي ضرورية لفهم الغلاف الجوي ككل وهناك حاجة إلى نمذجة ومراقبة المد والجزر الجوي من أجل التنبؤ ورصد التغيرات في الغلاف الجوي للأرض .